# Robert Miles
Robert Concina (Fleurier, Neuchâtel kanton, Svájc, 1969. november 3. – Ibiza, Spanyolország, 2017. május 9.), művésznevén Robert Miles svájci-olasz zeneszerző, zenész, lemezlovas és zenei producer. Főként a '90-es években és a 2000-es évek elején volt népszerű előadó, olyan, Magyarországon is ismert és játszott dalok szerzője, mint a Children, a Fable vagy a One and One.

## Fiatalkora
Svájcba emigrált olasz szülők, Antonietta Lauro és Albino Concina gyermekeként született Fleurierben. Gyermekkorában családja visszaköltözött Olaszországba, Fagagnába, itt tanult meg zongorázni. 1984-ben kezdte el zenészi pályáját, lemezlovasként dolgozott olasz klubokban és rádióknál, majd 1990-ben megalapította saját kiadóját és kalózrádióját.

## Pályafutása
1994-ben megírta a Children című trance/chill out dalt, melyekben akusztikus gitárok és lágy szintetizáror-effektek kaptak főszerepet, ezt később egy dream trance műfajú dallá dolgozta át, zongoraeffektusokkal kiegészítve. A dal az 1995-ös megjelenését követő 2 héten belül 350 000 példányban kelt el Európában, és több országban is listavezető lett.
Összesen 5 stúdióalbuma jelent meg, melyek közül az első, a Dreamland lett igazán sikeres, későbbi nagylemezei már nem értek el toplistás helyezéseket.

## Halála
Miles 2017. május 9-én, 47 éves korában hunyt el Ibizán, miután 9 hónapon át küzdött áttétes rákkal.

## Diszkográfia

### Stúdióalbumok
- Dreamland (1996)
- 23am (1997)
- Organik (2001)
- Miles_Gurtu (2004)
- Th1rt3en (2011)

### Kislemezek
- Children (1995)
- Fable (1996)
- One and One (1996, közr. Maria Nayler)
- Freedom (1997, közr. Kathy Sledge)
- Full Moon (1998)
- Everyday Life (1998)
- Paths (2001, közr. Nina Miranda)
- Improvisations: Part 2 (2002)
- Connections (2002)
- Pour te Parler (remixek, 2002)

### Remix albumok
- In the Mix (1997)
- Renaissance Worldwide (2002, közr. Dave Seaman)
- Organik Remixes (2003)
- Th1rt3en Remixes (2011)